# شلی من
شلی من (به انگلیسی: Shelley Mann) (زادهٔ ۱۵ اکتبر ۱۹۳۷) شناگر اهل ایالات متحده آمریکا است.